# Фінал чемпіонату Європи з футболу 2020
Фінал чемпіонату Європи з футболу 2020 — матч, що відбувся 11 липня 2021 року на стадіоні «Вемблі» в Лондоні. До переносу чемпіонату внаслідок пандемії коронавірусу в Європі його планувалося провести 12 липня 2020 року.
Італія перемогла Англію по пенальті 3:2, основний та додатковий час завершився внічию 1:1, здобувши таким чином другий у своїй історії Кубок Європи.

## Арена

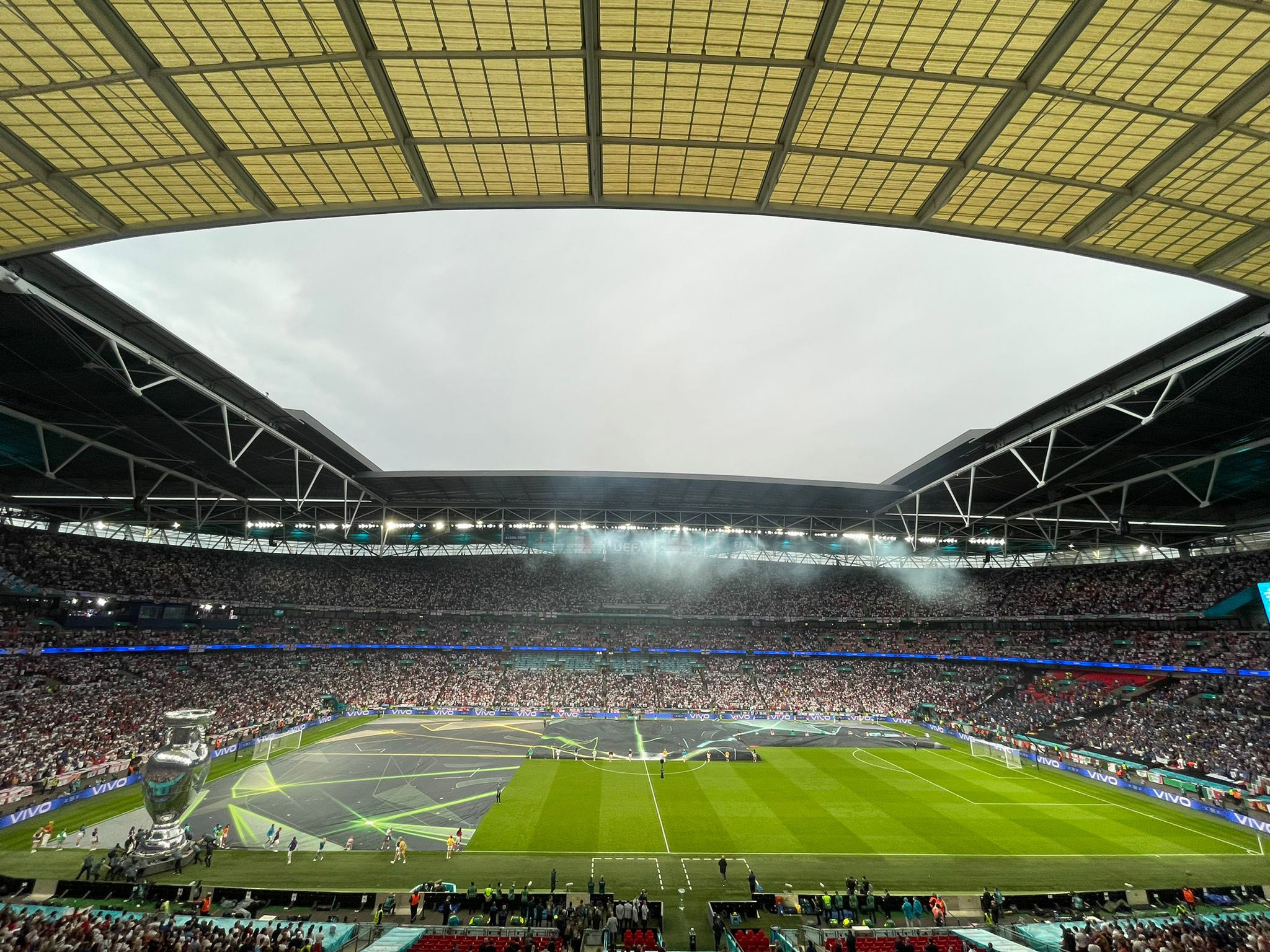
Стадіон «Вемблі» перед фіналом.

19 вересня 2014 УЄФА місцем проведення фінального матчу Євро-2020 обрало багатофункціональний стадіон «Вемблі» в Лондоні, найбільшу спортивну арену Англії. Також тут відбулися обидва півфінали чемпіонату.
Стадіон відкритий 2007 року на місці старого стадіону «Вемблі» знесеного 2003 року, вміщає 90 000 глядачів і є другим за місткістю стадіоном у Європі. На ньому свої домашні матчі проводить Національна збірна Англії з футболу. Власником стадіону є Футбольна асоціація Англії.

## Передмова
Для італійців цей фінал став четвертим. До цього вони грали 1968 року проти збірної Югославії. 2000 року вони поступились збірній Франції, а 2012 року з розгромним рахунком 0:4 програли іспанцям.
Збірна Англії вперше взяла часть у фіналі чемпіонату Європи. Англійці також стали третьою збірною-господарем після Португалії 2004 та Франції 2016 року, яка вийшла до фіналу. Загалом для англійців це другий фінал після 1966 року, коли вони стали чемпіонами світу. Італійці востаннє здобули перемогу також на чемпіонаті світу 2006 року, по пенальті перегравши французів. На першість світу 2018 року збірна Італії не кваліфікувалась.
Між собою команди провели 27 матчів, десять перемог в активі італійців, вісім в ангійців, ще дев'ять матчів збірні завершили внічию. Різниця голів 31—33 на користь Англії. Останні чотири офіційні матчі завершились перемогою італійців, матч на Євро-2012 італійці виграли в англійців по пенальті, а інші три матчі виграли в основний час.

## Шлях до фіналу
| Поз | Команда    | І | В | Н | П | ГЗ | ГП | РГ | О | Кваліфікація       |
| --- | ---------- | - | - | - | - | -- | -- | -- | - | ------------------ |
| 1   | Італія (H) | 3 | 3 | 0 | 0 | 7  | 0  | +7 | 9 | Вихід в 1/8 фіналу |
| 2   | Уельс      | 3 | 1 | 1 | 1 | 3  | 2  | +1 | 4 | Вихід в 1/8 фіналу |
| 3   | Швейцарія  | 3 | 1 | 1 | 1 | 4  | 5  | −1 | 4 | Вихід в 1/8 фіналу |
| 4   | Туреччина  | 3 | 0 | 0 | 3 | 1  | 8  | −7 | 0 |                    |

| Поз | Команда       | І | В | Н | П | ГЗ | ГП | РГ | О | Кваліфікація       |
| --- | ------------- | - | - | - | - | -- | -- | -- | - | ------------------ |
| 1   | Англія (H)    | 3 | 2 | 1 | 0 | 2  | 0  | +2 | 7 | Вихід в 1/8 фіналу |
| 2   | Хорватія      | 3 | 1 | 1 | 1 | 4  | 3  | +1 | 4 | Вихід в 1/8 фіналу |
| 3   | Чехія         | 3 | 1 | 1 | 1 | 3  | 2  | +1 | 4 | Вихід в 1/8 фіналу |
| 4   | Шотландія (H) | 3 | 0 | 1 | 2 | 1  | 5  | −4 | 1 |                    |

### Італія
Італія кваліфікувалася до турніру як переможець групи J, здобувши десять перемог з десяти, і потрапили у фінальній частині до групи А разом зі Швейцарією, Туреччиною та Уельсом; Будучи однією з приймаючих країн, Італія провела всі три гри групового етапу вдома на римському «Стадіо Олімпіко». У матчі-відкриття турніру Італія здобула перемогу 3:0 над Туреччиною. Турецький захисник Меріх Демірал забив автогол, що вивело італійців уперед на 53-й хвилині, після чого Чіро Іммобіле і Лоренцо Інсіньє забили ще два голи. Потім Італії вдалося перемогти Швейцарію з таким самим рахунком — Мануель Локателлі забив двічі, а Чіро Іммобіле забив останній гол, завдяки чому італійці достроково вийшли з групи. У останньому матчі групи, який вже не мав турнірного значення, Італія обіграла Уельс 1:0, граючи напіврезервною командою, а Матео Пессіна забив єдиний гол у грі.
У 1/8 фіналу на стадіоні Вемблі, Італія зустрілась з Австрією, яка посіла друге місце в групі С. Австрієць Марко Арнаутович забив гол на 67-й хвилині, який був скасований через офсайд, в результаті чого основний час завершився «сухою» нічиєю. І лише в першому таймі додаткового часу італійські гравці Федеріко К'єза та Матео Пессіна забили по голу, вивівши Італію вперед 2:0. В другій половині додаткового часу Саша Калайджич відіграв один гол, який став першим пропущеним італійцями м'ячем на турнір, але це не завадило Італії вийти у чвертьфінал.
У чвертьфіналі Італія зустрілась з найкращою командою за рейтингом ФІФА на той момент, збірною Бельгії, на мюнхенській «Альянц Арені». Італійці добре розпочали гру і на 31-й хвилині Ніколо Барелла забив гол у ворота Тібо Куртуа, а на 44-й хвилині Лоренцо Інсіньє потужним ударом подвоїв перевагу Італії. Перед самою перервою Бельгія зусиллями Ромелу Лукаку з пенальті відіграла один м'яч. У другому таймі Леонардо Спінаццола отримав травму ахілла, яка виключала його до кінця турніру, але Італія зуміла втримали прийнятний для себе рахунок і змогла пройти бельгійців.
У півфіналі Італія повернулася на «Вемблі» на матч з Іспанією. Це був четвертий поспіль чемпіонат Європи, де збірні між собою зустрілися. У рівній грі Італія зуміла вийти вперед завдяки індивідуальним діям К'єзи на 60 хвилині; однак, через двадцять хвилин Альваро Мората зрівняв рахунок для Іспанії. У додатковий час голів не було забито і гра перейшла до серії пенальті; там Локателлі і Дані Ольмо обмінялись незабитими пенальті, в той час як інші гравці свої удари реалізували, перш ніж Джанлуїджі Доннарумма відбив четвертий удар Іспанії у виконанні Морати. У відповідь Жоржиньйо реалізував свій пенальті і вивів Італію на її перший фінал Євро з 2012 року.

### Англія
Англія пройшла кваліфікацію, вигравши групу А, вигравши сім і програвши лише один із восьми своїх кваліфікаційних матчів. Вони потрапили в групу D, і, як і Італія, також провели свої три групові матчі на рідному стадіоні «Вемблі». Разом з Англією в групі D брали участь інші господарі турніру Шотландія, суперники по кваліфікації Чехія та фіналісти попереднього чемпіонату світу 2018 року Хорватія, які вибили Англію на тому турнірі. Англія розпочала Євро важкою перемогою з рахунком 1:0 над Хорватією завдяки голу Рахіма Стерлінга на 57-й хвилині; це був перший випадок, коли Англія виграла дебютну гру групового етапу на чемпіонаті Європи. У своєму другому матчі Англія зіграла внічию 0:0 із своїми історичними суперниками Шотландією, незважаючи на безліч можливостей забити гол. Тим не менш здобувши 4 очки у двох турах Англія достроково вийшла з групи завдяки прийнятними результатам інших команд у групі. В останній грі Англія здобула перше місце в групі, обігравши Чехію з рахунком 1:0 завдяки голу Стерлінга на початку гри.
У 1/8 фіналу Англія зустрілась на «Вемблі» з Німеччиною, ще одним історичним суперником. Стерлінг відкрив рахунок у тій грі на 75 хвилині, на що німці відповіли виходом віч-на-віч Томаса Мюллера, який не влучив у ворота. А вже в кінцівці гри Гаррі Кейн забив другий гол англійців, встановивши остаточний рахунок і став лише другим гравцем англійців, який забив на цьому турнірі. Ця перемога для англійців стала історичною першою проти німців на етапі плей-оф міжнародних турнірів з часів легендарного фіналу Кубка світу 1966 року.
У чвертьфіналі Англії мала провести свій єдиний матч на турнірі за межами рідного «Вемблі» і зіграла на римському «Стадіо Олімпіко» проти України. Англійці здобули легку перемогу 4-0 завдяки дублю Кейна та голам Гаррі Магвайра і Джордана Гендерсона, який забив свій дебютний гол за збірну. Крім того цей результат став найбільшою перемогою Англії за всю історію чемпіонатів Європи.
У півфіналі Англія приймала Данію на «Вемблі» і пропустила свій перший гол на турнірі на 30 хвилині, коли Міккель Дамсгор ударом зі штрафного переграв Джордана Пікфорда. Англія зуміла зрівняти рахунок менш ніж через десять хвилин завдяки автоголу Сімона К'єра, але у другому таймі жодна з команд не змогла забити переможний м'яч. В додатковий час у ворота данців був призначений сумнівний пенальті за фол на Стерлінгу і Гаррі Кейн його реалізував, забивши свій четвертий гол у турнірі, добивши м'яч після того, як його перший удар відбив Каспер Шмейхель. Цей рахунок протримався до кінця додаткового часу, завдяки чому Англія отримала право на перший в своїй історії фінал чемпіонату Європи та загальний перший фінал міжнародних турнірів з 1966 року, коли вони приймали чемпіонат світу. Королева Єлизавета II, Прем'єр-міністр Великої Британії Борис Джонсон і президент Футбольної асоціації, принц Вільям привітали збірну Англії з їх досягненням турнірі і побажали удачі в фіналі.

## Перед матчем

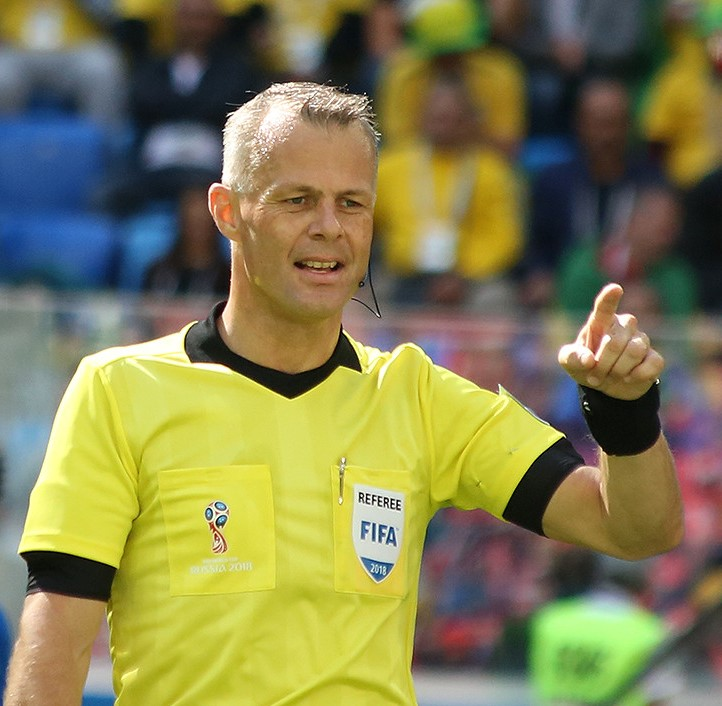
Голландець Бйорн Кейперс був обраний головним арбітром фіналу.

### Арбітр
8 липня 2021 року Комітет суддів УЄФА оголосив офіційну команду арбітрів на фінал, яку очолив 48-річний нідерландський арбітр Бйорн Кейперс з Королівської футбольної асоціації Нідерландів. До нього приєдналися троє його співвітчизників: Сандер ван Рукел та Ервін Зейнстра стали помічниками арбітрів, а Пол ван Букел — одним із помічників арбітрів VAR. Четвертим арбітром був обраний іспанець Карлос дель Серро Гранде, а його співвітчизник Хуан Карлос Юсте Хіменес став резервним помічником арбітра. Бастіан Данкерт з Німеччини був обраний Відеоасистентом арбітра, першого використання технології VAR у фіналах чемпіонатів Європи, і до нього приєдналися земляки Крістіан Гіттельманн та Марко Фріц як помічники відеоасистента арбітра.

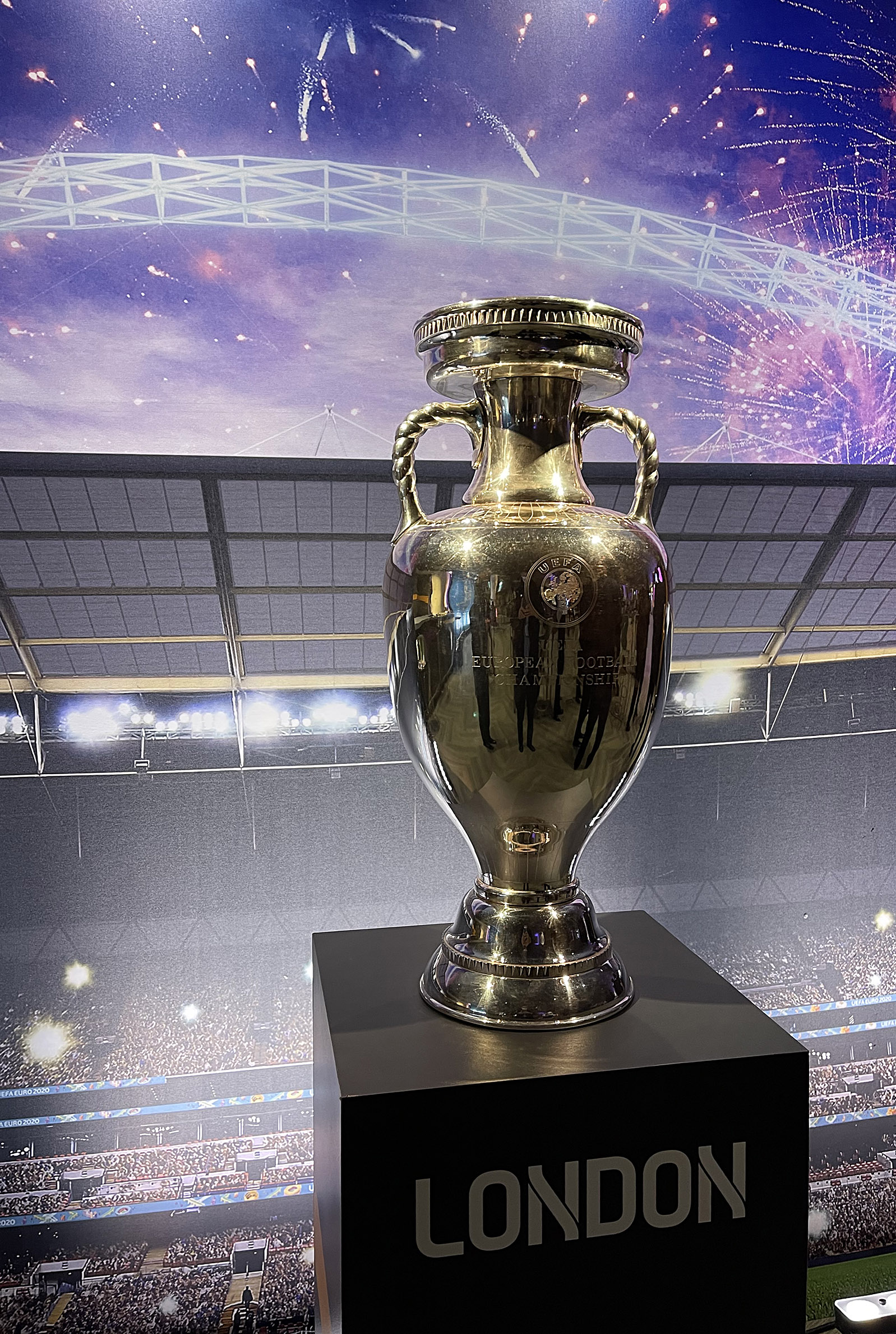
Кубок Анрі Делоне на «Вемблі» перед фіналом.

Кейперс арбітр ФІФА з 2006 року і став першим нідерландським арбітром, який отримав право судити фінал чемпіонату Європи. Євро-2020 стало його п'ятим великим міжнародним турніром після чемпіонатів Європи у 2012 та 2016 роках та чемпіонатів світу 2014 та 2018 років. Він провів три матчі на цьому турнірі: Данія — Бельгія та Словаччина — Іспанія на груповому етапі, а також матч чвертьфіналу Чехія — Данія. Матч став дев'ятим фіналом міжнародних змагань для Кейперса, який проводив фінали різних юнацьких змагань УЄФА, а також фінал Кубка конфедерацій 2013 року, фінал Ліги чемпіонів УЄФА 2014 року, молодіжного чемпіонату світу 2017 року і фінал Ліги Європи УЄФА 2018 року. На національному рівні він судив фінали Кубка Нідерландів у 2013, 2016, 2018 та 2021 роках, а також Суперкубок Нідерландів у 2009 та 2012 роках. Фінал 2021 року став четвертим поєдинком, у якому Кейперс судив збірну Італії (одна перемога, одна нічия та дві поразки) та третім для збірної Англії (дві перемоги та одна поразка), серед яких була зустріч групового етапу між цими суперниками на чемпіонаті світу 2014 року, в якому Італія перемогла з рахунком 2:1.

### Склади команд
У збірної Італії був у розпорядженні майже весь склад, за винятком захисника Леонардо Спінаццоли, який зазнав травми ахілла у матчі чвертьфіналу проти Бельгії. В Англії участь під питанням участь півзахисника Філа Фодена, який через ушкодження пропустив фінальне тренування Англії 10 липня.

### Проблема натовпу

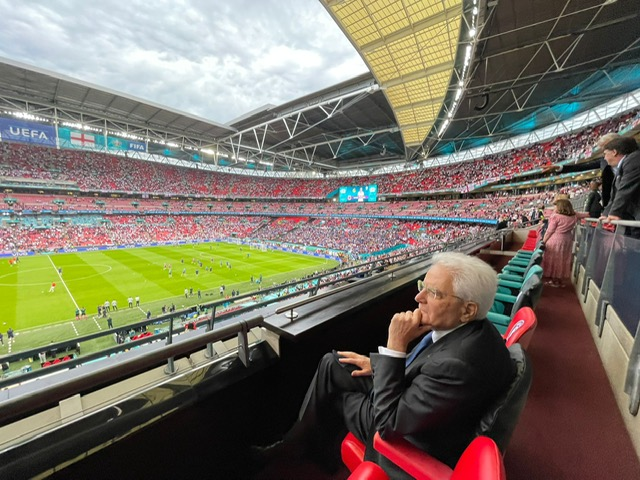
Президент Італії Серджо Матарелла на фінальному матчі.

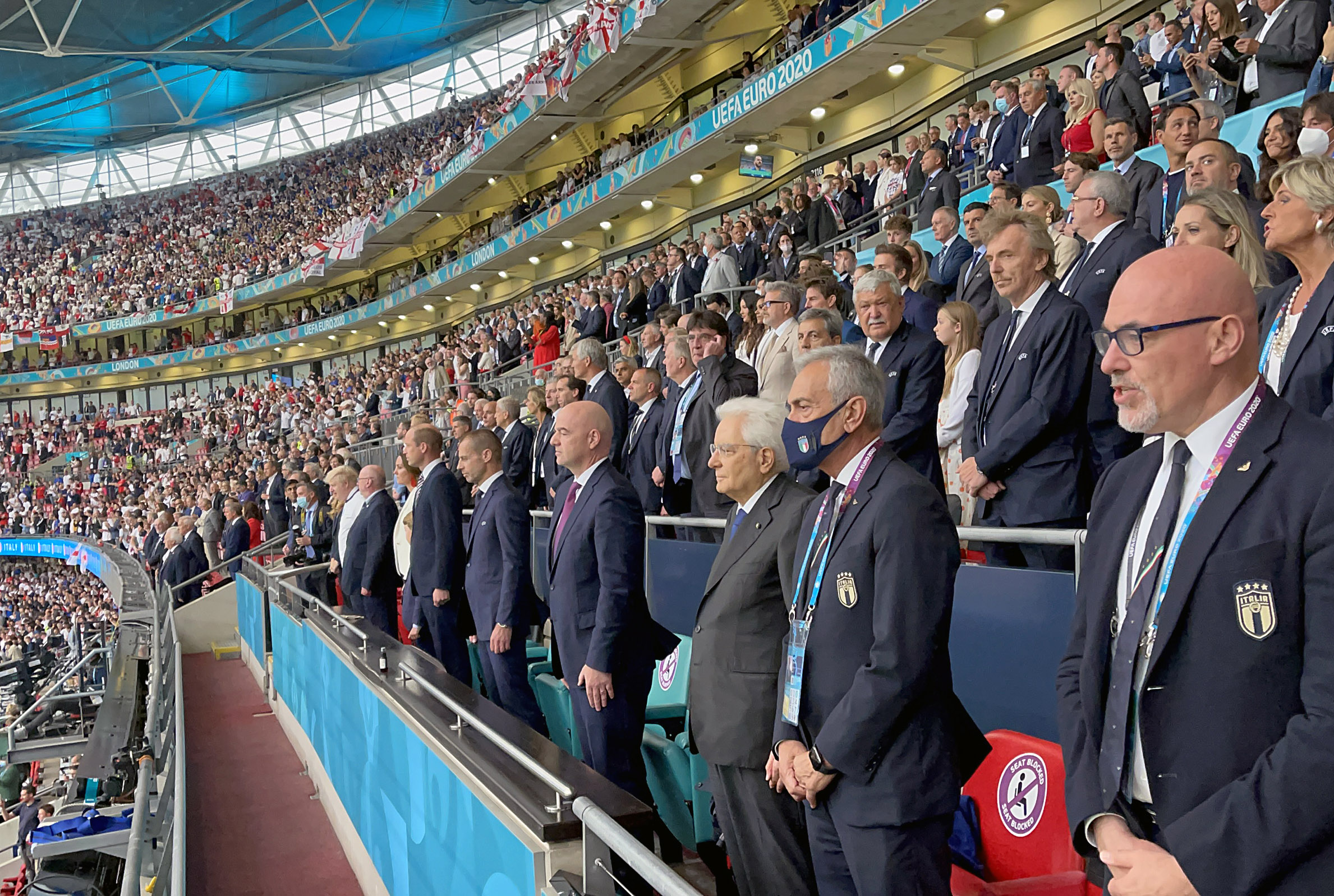
Ложа почесних гостей на фіналі.

Тисячі вболівальників збірної Англії збиралися біля стадіону «Вемблі» протягом усього ранку та вдень, що змусило поліцію закликати тих, хто не має квитків, не їхати туди. За дві години до початку фіналу невелика кількість безбілетних вболівальників почали бійку із стюардами та поліцією, коли вони намагались прорватись через бар'єри і потрапити на стадіон. Близько 400 людей змогли потрапити на стадіон в блоці 104, не заплативши за квиток. Величезний натовп людей також зібрався на Лестер-сквер у центральному Лондоні, кидаючи пляшки та інші предмети, та Трафальгарській площі, де була встановлена фан-зона. В результаті насильства та безладу поліція заарештувала 49 людей. Постраждали 19 поліцейських.

### Церемонія закриття
Перед початком матчу УЄФА організував церемонію закриття, яка розпочалася о 19:45 за місцевим часом. Державні гімни кожної країни звучали до початку, і деякі вболівальники Англії освистували італійський гімн, незважаючи на прохання тренера англійців Гарета Саутгейта та інших колишніх гравців не робити цього. М'яч матчу був доведений до центру поля на дистанційному керуванні іграшковою машинкою у вигляді Volkswagen ID.4,, як це відбувалось і на усіх інших іграх всього турніру. Обидві збірні стали на коліно перед стартовим свистком на підтримку боротьби з расизмом.

### Зіркові глядачі
Фінал відвідало багато відомих політиків і світових лідерів, таких як Президент Італії Серджо Матарелла, Прем'єр-міністр Великої Британії Борис Джонсон, Принц Вільям, його дружина Кетрін та їх син Принц Джордж Також були представники шоу-бізнесу, такі як Том Круз і Кейт Мосс, а також колишні футболісти та тренери, такі як Девід Бекхем, Джефф Герст (автор хет-трику у фіналі ЧС-1966), Фабіо Капелло та Андрій Шевченко

## Матч

### Опис

#### Перший тайм
Італія не змінила свою схему після півфінальної перемоги над Іспанією, використовуючи формацію 4–3–3. Тренер збірної Англії Гарет Саутгейт зробив одну зміну після півфінальної перемоги над Данією, коли Кіран Тріпп'є замінив Букайо Сака. Саутгейт також замінив схему 4–2–3–1, яку здебільшого використовував під час турніру, на 3–4–3, з якою вони грали лише у 1/8 фіналу проти Німеччини. 
Матч стартував о 20:00 за місцевим часом (19:00 UTC), за похмурої та дощової погоди, Італія грала у синіх футболках, темно-синіх шортах та синіх гетрах, тоді як Англія грала у білих футболках, шортах і гетрах. Відвідуваність гри склала 67 173 глядачі. Вже на 1 хвилині і 57 секунді був забитий найбільш ранній гол в історії фіналів чемпіонатів Європи, автором якого став англієць Люк Шоу.
Після цього Італія стала домінувати на полі і моменти мав на 24 хвилині Федеріко К'єза, а на 28 хвилині Лоренсо Інсіньє, але серйозної небезпеки вони не становили. Перший гольовий момент італійці створили на 35 хвилині, коли К'єза обіграв англійців Шоу та Деклана Райса та пробив з 23 метрів. Його удар пройшов поруч зі стійкою Пікфорда. Вперше у площину воріт англійців Італія пробила вже наприкінці тайму, коли Леонардо Бонуччі наніс дальний удар, але він виявився несильним. Незабаром був даний свисток на перерву, який зафіксував перемогу Англії 1:0. У першому таймі Італія домінувала у володінні м'ячем, але оборона Англії не дозволила серйозно загрожувати воротам суперників, в той час як Англія забила свій гол з єдиного удару.

#### Другий тайм
У перерві жодна з команд не зробила заміни. На 47 хвилині Ніколо Барелла отримав першу жовту картку в матчі за фол проти Кейна. Надалі Італія продовжувала без серйозних загроз домінувати на полі, через що на 54-й хвилині зробила перші заміни у грі, випустивши Бріана Крістанте та Доменіко Берарді замість Іммобіле та Барелли. К'єза та Інсіньє продовжували загрожувати воротам англійців, але Пікфорд не дозволяв зрівняти рахунок. 
На 67 хвилині Італія здобула права на кутовий, який подав Крістанте. Верратті виграв подачу і пробив головою по воротам, м'яч влучив у штангу, але Бонуччі зміг зреагувати найшвидше і добити мяч у порожні ворота. У віці 34 років та 71 дня Бонуччі став найстаршим автором голу в історії фіналів чемпіонату Європи.
За рахунку 1:1 тренер Англії Гарет Саутгейт здійснив тактичну заміну, випустивши гравця більш атакувального плану Букайо Сака замість захисного Тріпп'є, а на 73 хвилині здійснив другу заміну, випустивши Джордана Гендерсона замість Райса. Незважаючи на це Італія продовжувала домінувати і майже вся гра відбувалась на половині поля Англії. На 80 хвилині в одній з атак К'єза отримав травму і покульгав з поля. Згодом він спробував продовжити гру, але врешті-решт не зміг і його довелося замінити на Федеріко Бернардескі на 86 хвилині. 
На 87-й хвилині матч був ненадовго припинений після того як вболівальник вибіг на поле. В підсумку жодна з команд так і не змогла забити гол у другому таймі, тому гра перейшла в додатковий час.

#### Додатковий час та серія пенальті
Перед додатковим часом тренер збірної Італії Роберто Манчіні зробив заміну, випустивши Андреа Белотті замість Інсіньє, останнього з трьох нападників Італії, що вийшли у старті. А вже за кілька хвилин Манчіні замінив Верратті на Мануеля Локателлі. Обидві команди не хотіли доводити гру до серії пенальті і проводили небезпечні атаки, втім гол забити ніхто так і не зміг. 
З наближенням кінця додаткового часу обидві команди зробили заміни під пенальті: Алессандро Флоренці вийшов замість Емерсона у Італії, а Джейдон Санчо та Маркус Рашфорд замінили Вокера та Гендерсона в Англії. Без подальших значних атак, гра закінчилася 1:1 після додаткового часу і перейшла у серію пенальті. Італія першою виконала удар у серії пенальті, яка відбувалась біля воріт, за якими розташовувалася велика кількість вболівальників Англії. Перші пенальті обох сторін (від Берарді та Кейна) були успішними. Тоді воротар Англії Пікфорд відбив удар Белотті, а Магуайр успішно реалізував свою спробу, вивівши Англію вперед 2:1. Бонуччі свій удар також забив, зрівнявши рахунок, 2:2, в той час як англієць Рашфорд влучив у ліву штангу, залишивши рахунок у серії став рівним. Бернардескі вивів Італію вперед ударом низом по центру, після чого другий поспіль гравець Англії, який спеціально вийшов під серію пенальті, Санчо, не зміг забити свій удар. Його, на відміну від спроби Рашфорда, відбив Доннарумма. Після цього Жоржиньйо, чий удар у серії пенальті в півфіналі приніс перемогу в матчі з Іспанією, міг так само своїм ударом принести перемогу італійцям і у фіналі, але його удар відбив Пікфорд. Тим не менш вже наступним ударом англієць Букайо Сака не зумів переграти Доннарумму і таким чином приніс італійцям перемогу 3:2 в серії пенальті і золоті нагороди турніру.

### Деталі
| 11 липня 2021 22:00 (20:00 BST) |

| Італія                                                  | 1 – 1 (дч) | Англія                                    |
| ------------------------------------------------------- | ---------- | ----------------------------------------- |
| Бонуччі 67'                                             | Протокол   | Шоу 2'                                    |
|                                                         | Пенальті   |                                           |
| - Берарді - Белотті - Бонуччі - Бернардескі - Жоржиньйо | 3–2        | - Кейн - Магвайр - Рашфорд - Санчо - Сака |

| Вемблі, Лондон Глядачів: 67 173 Арбітр: Бйорн Кейперс (Нідерланди) |

| Італія | Англія |

| ВР              | 21 | Джанлуїджі Доннарумма |       |      |
| ЗХ              | 2  | Джованні Ді Лоренцо   |       |      |
| ЗХ              | 19 | Леонардо Бонуччі      | 55'   |      |
| ЗХ              | 3  | Джорджо К'єлліні ()   | 90+6' |      |
| ЗХ              | 13 | Емерсон               |       | 118' |
| ПЗ              | 8  | Жоржиньйо             | 114'  |      |
| ПЗ              | 18 | Ніколо Барелла        | 47'   | 54'  |
| ПЗ              | 6  | Марко Верратті        |       | 96'  |
| НП              | 14 | Федеріко К'єза        |       | 86'  |
| НП              | 10 | Лоренцо Інсіньє       | 84'   | 91'  |
| НП              | 17 | Чіро Іммобіле         |       | 54'  |
| Заміни:         |    |                       |       |      |
| ПЗ              | 16 | Бріан Крістанте       |       | 54'  |
| НП              | 11 | Доменіко Берарді      |       | 54'  |
| ПЗ              | 20 | Федеріко Бернардескі  |       | 86'  |
| НП              | 9  | Андреа Белотті        |       | 91'  |
| ПЗ              | 5  | Мануель Локателлі     |       | 96'  |
| ЗХ              | 24 | Алессандро Флоренці   |       | 118' |
| Тренер:         |    |                       |       |      |
| Роберто Манчіні |    |                       |       |      |

| ВР             | 1  | Джордан Пікфорд   |      |      |      |
| ЗХ             | 2  | Кайл Вокер        |      | 120' |      |
| ЗХ             | 5  | Джон Стоунс       |      |      |      |
| ЗХ             | 6  | Гаррі Магвайр     | 106' |      |      |
| ЗХ             | 12 | Кіран Тріпп'є     |      | 70'  |      |
| ЗХ             | 3  | Люк Шоу           |      |      |      |
| ПЗ             | 14 | Келвін Філліпс    |      |      |      |
| ПЗ             | 4  | Деклан Райс       |      | 74'  |      |
| ПЗ             | 19 | Мейсон Маунт      |      | 99'  |      |
| ПЗ             | 10 | Рахім Стерлінг    |      |      |      |
| НП             | 9  | Гаррі Кейн ()     |      |      |      |
| Заміни:        |    |                   |      |      |      |
| ПЗ             | 25 | Букайо Сака       |      | 70'  |      |
| ПЗ             | 8  | Джордан Гендерсон |      | 74'  | 120' |
| ПЗ             | 7  | Джек Гріліш       |      | 99'  |      |
| НП             | 11 | Маркус Рашфорд    |      |      | 120' |
| ПЗ             | 17 | Джейдон Санчо     |      | 120' |      |
| Тренер:        |    |                   |      |      |      |
| Гарет Саутгейт |    |                   |      |      |      |

| Найкращий гравець матчу: Леонардо Бонуччі (Італія) Помічники судді: Сандер ван Рокел (Нідерланди) Ервін Зейнстра (Нідерланди) Четвертий суддя: Карлос дель Серро Гранде (Іспанія) Резервні помічники рефері: Хуан Карлос Юсте Хіменес (Іспанія) Відеоасистент арбітра: Бастіан Данкерт (Німеччина) Помічники відеоасистента арбітра: Пол ван Букел (Нідерланди) Крістіан Гіттельманн (Німеччина) Марко Фріц (Німеччина) | Регламент - 90 хвилин основного часу. - 30 хвилин додаткового часу за необхідності. - Серія пенальті за необхідності. - По дванадцять запасних гравців. - Максимум п'ять замін гравців від кожної команди та шоста у разі додаткового часу. |

### Статистика
| Статистика            | Італія | Англія |
| --------------------- | ------ | ------ |
| Голи                  | 0      | 1      |
| Удари по воротах      | 6      | 1      |
| Удари в площину воріт | 1      | 1      |
| Сейви                 | 0      | 1      |
| Володіння м'ячем      | 61 %   | 39 %   |
| Кутові                | 1      | 2      |
| Порушення             | 6      | 5      |
| Офсайди               | 2      | 1      |
| Жовті картки          | 0      | 0      |
| Червоні картки        | 0      | 0      |

| Статистика            | Італія | Англія |
| --------------------- | ------ | ------ |
| Голи                  | 1      | 0      |
| Удари по воротах      | 9      | 3      |
| Удари в площину воріт | 4      | 0      |
| Сейви                 | 0      | 3      |
| Володіння м'ячем      | 65 %   | 35 %   |
| Кутові                | 1      | 2      |
| Порушення             | 10     | 2      |
| Офсайди               | 0      | 0      |
| Жовті картки          | 4      | 0      |
| Червоні картки        | 0      | 0      |

| Статистика            | Італія | Англія |
| --------------------- | ------ | ------ |
| Голи                  | 0      | 0      |
| Удари по воротах      | 5      | 2      |
| Удари в площину воріт | 1      | 0      |
| Сейви                 | 0      | 1      |
| Володіння м'ячем      | 57 %   | 43 %   |
| Кутові                | 1      | 1      |
| Порушення             | 5      | 6      |
| Офсайди               | 3      | 0      |
| Жовті картки          | 1      | 1      |
| Червоні картки        | 0      | 0      |

| Статистика            | Італія | Англія |
| --------------------- | ------ | ------ |
| Голи                  | 1      | 1      |
| Удари по воротах      | 20     | 6      |
| Удари в площину воріт | 6      | 1      |
| Сейви                 | 0      | 5      |
| Володіння м'ячем      | 61 %   | 39 %   |
| Кутові                | 3      | 5      |
| Порушення             | 21     | 13     |
| Офсайди               | 5      | 1      |
| Жовті картки          | 5      | 1      |
| Червоні картки        | 0      | 0      |

## Після матчу

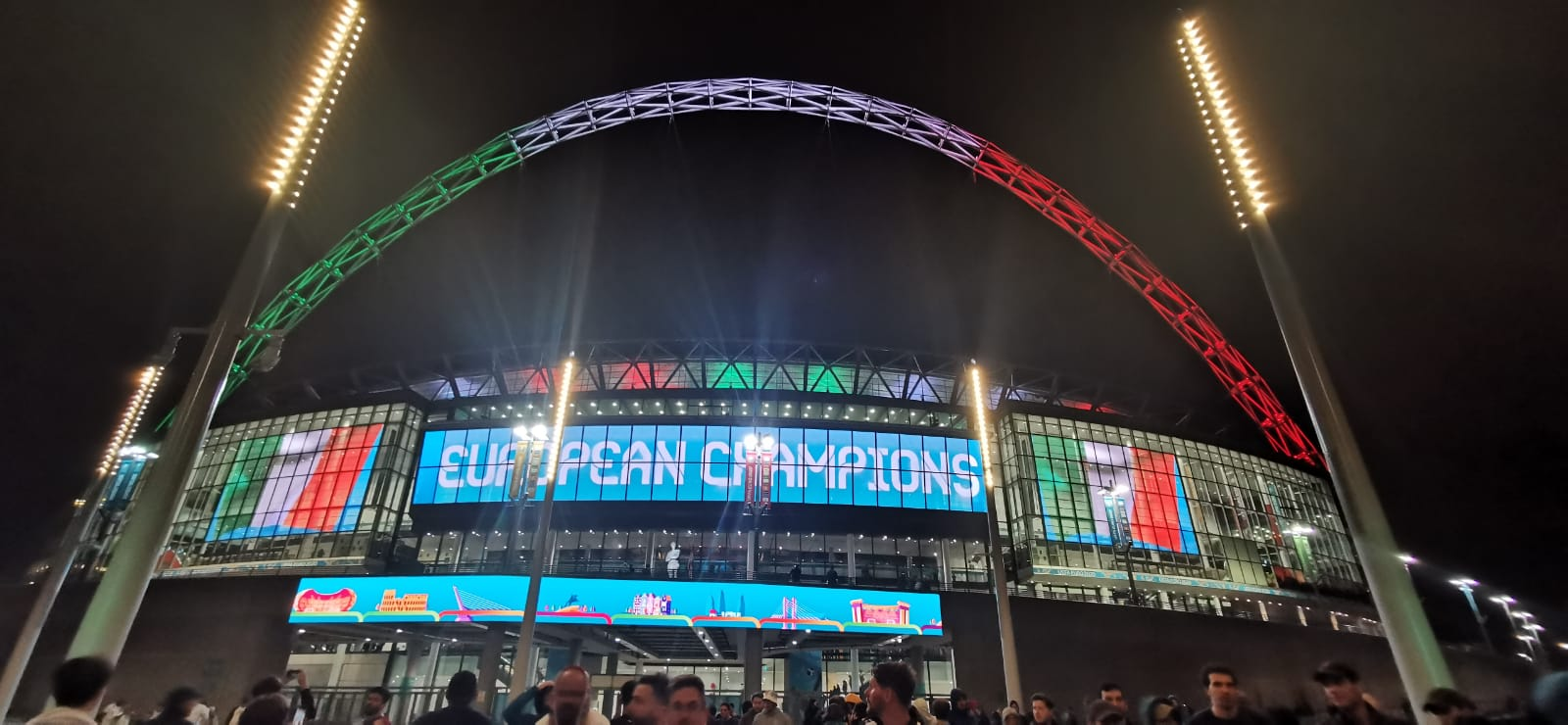
Стадіон «Вемблі» у кольорах італійського прапора після фіналу.

Італія здобула свій другий титул чемпіона Європи, через 53 роки після свого першого титулу в 1968 році, що стало найдовшим періодом між двома здобутими титулами чемпіона Європи. Італійського захисника Леонардо Бонуччі було названо гравцем матчу, тоді як його товариш по команді Джанлуїджі Доннарумма був визнаний найкращим гравцем усього чемпіонату Європи, ставши першим воротарем, який виграв цю нагороду. Півзахисник збірної Італії Жоржиньйо став 10-м гравцем, який в один і той самий рік виграв фінал Ліги чемпіонів та чемпіонату Європи, вигравши фінал Ліги чемпіонів шістьма тижнями раніше з «Челсі». Матч став сьомим фіналом чемпіонату Європи, в якому знадобився додатковий час (після фіналів 1960, 1968, 1976, 1996, 2000 і 2016 років), та другим, в якому пробивались післяматчеві пенальті (після 1976). Італія стала першою командою, яка виграла дві серії пенальті на одному турнірі чемпіонату Європи.
Футболісти Англії Букайо Сака, Джейдон Санчо та Маркус Рашфорд зазнали расистських образ в Інтернеті, не забивши свої пенальті в серії. Гравці виконали останні три пенальті, два з яких відбив Доннарумма, а удар Рашфорда прийняла на себе стійка. Футбольна асоціація «рішуче засудила» расистські прояви і заявила, що вона «вражена расизмом в Інтернеті», спрямованим на деяких гравців у соціальних мережах. Столична поліція почала розслідування щодо расистських висловлювань, заявивши, що вони є «абсолютно неприпустимими».
Британський прем'єр-міністр Борис Джонсон, лідер опозиції Кір Стармер і президент ФА Принц Вільям, також засудили расистські нападки. Мурал в Манчестері на честь кампанії Рашфорда проти дитячого голоду був підданий вандалізму незабаром після матчу. Мер Великого Манчестера Енді Бернем засудив осквернення, назвавши його «нікчемним і ганебним актом», а поліцейське розслідування було розпочато за фактом інциденту. Пізніше мурал було прикрашено сердечками, прапорами та підтримуючими повідомленнями представників громадськості. 12 липня 2021 року, через день після фіналу, Футбольна асоціація заявила, що проведе повний аналіз того, як люди без квитків змогли порушити безпеку та отримати доступ до стадіону «Вемблі» на фінал Євро-2020.

## Трансляція та перегляд
Телеканали ITV та BBC транслювали гру у прямому ефірі у Великій Британії. Трансляція на ITV почалася о 18:30 за літнім британським часом, її розпочав ведучий Марк Пугатч разом із експертами у студії Роєм Кіном, Іаном Райтом та Гарі Невіллом, а також включеннями зі стадіону від Ешлі Коула та Емми Гейс. Коментаторами матчу на ITV були Сем Меттерфейс та Лі Діксон. BBC розпочати свою телевізійну трансляцію на 10 хвилин раніше, ніж ITV, і їх експертами були Алан Ширер, Ріо Фердінанд та Френк Лемпард, разом із ведучим Гері Лінекером; коментаторами гри стали Гай Мобрей та Джермейн Дженас, яким зі стадіону допомагали своїми включеннями Юрген Клінсманн та Алекс Скотт. Британський Channel 4, який не мав прав на трансляцію турніру, натомість транслював у кольорі прем'єру повного фіналу чемпіонату світу 1966 року за день до гри. В Італії фінал показував державний мовник RAI та платне телебачення Sky Italia.
У Великій Британії кількість глядачів на телебаченні досягла максимуму в 30,95 мільйона під час виконання пенальті, що є найвищим показником з 1997 року, коли транслювали похорони принцеси Діани. Рейтинги також свідчать про те, що весь матч спостерігали майже 29,85 млн. людей. В Італії матч переглянуло 18,17 мільйона глядачів на Rai 1, що становило близько 73,7% частки ринку, а максимум в 18,54 мільйона (78,7% частки ринку) було під час пробиття пенальті. Матч, який транслював Sky Italia, зібрав 2,43 млн. глядачів та 9,9% частки ринку, і отримав 3,16 млн. унікальних глядачів.